# Анхело Енрикес
Анхело Енрикес (на испански: Ángelo José Henríquez Iturra), роден на 13 април 1994 г. е чилийски футболист, който играе като нападател за английския клуб Манчестър Юнайтед. Откупен е за 4 милиона евро.
До 13-годишна възраст играе тенис, след което започва да играе футбол в отбора „Универсидад де Чили“ през 2007 година. Участва в националния отбор на Чили като юноша.